# Rüdiger Helm
Rüdiger Helm (Neubrandenburg, Mecklemburgo-Pomerânia Ocidental, 6 de outubro de 1956) é um ex-canoísta alemão especialista em provas de velocidade.

## Carreira
Foi vencedor da medalha de Ouro por duas vezes em K-1 1000 m em Montreal 1976 e Moscovo 1980, K-4 1000 m em Moscovo 1980 e da medalha de bronze em K-1 500 m e K-4 1000 m em Montreal 1976 e em K-2 500 m em Moscovo 1980.